# Чеканов, Сергей Владимирович
Сергей Владимирович Чеканов (Sergei V. Chekanov) — (родился в 1969 году в Минске, , затем ) — белорусско-американский физик-экспериментатор и специалист по физике элементарных частиц. Он являлся разработчиком DataMelt (или кратко DMelt) — бесплатной программы для научных вычислений и опубликовал несколько книг  
and Springer International (2016)  о вычислениях и анализе данных

.
учёный в области физики высоких энергий (индекс Хирша — 108), разработчик DataMelt (или кратко DMelt) — бесплатной программы для научных вычислений.

## Биография
Он получил степень магистра теоретической физики в 1992 году в Белорусский государственный университет (1992) и аспирантуру Института физики НАН Беларуси (1995). и поступил в аспирантуру Академии наук Беларуси. Основной темой его кандидатской диссертации была теория квантовой хромодинамики (1992–1995). Он защитил кандидатскую диссертацию по экспериментальной физике элементарных частиц в Радбудском университете Наймегена, Нидерланды (1998). Как физик-экспериментатор он работал в лаборатории DESY (Гамбург, Германия), лаборатории ЦЕРН (Женева, Швейцария) и в Аргоннской национальной лаборатории (США).  1998 постградуэйт, с 2002 г. научный сотрудник Аргоннской национальной лаборатории (Argonne National Laboratory: Argonne, IL, US), отдел физики высоких энергий.

## Профессиональная деятельность
В настоящее время С.В. Чеканов работает в области физики элементарных частиц. С 2008 г. и по настоящее время он работает на Большом адронном коллайдере в ЦЕРН. Его научные интересы включают анализ данных QCD, физику за пределами стандартной модели, исследование характеристик будущих экспериментов в физике высоких энергий и разработку программного обеспечения для текущих и будущих экспериментов. Согласно его публикациям в ORCID , он является соавтором около 200 профессиональных статей (большинство из которых опубликованы в рецензируемых журналах) и других научных работ, включая несколько десятков экспериментальных статей из крупномасштабных экспериментов на коллайдерах частиц.
Индекс Хирша на 28.07.2020 - 108 (29-е место среди русскоязычных учёных-физиков).

## Публикации
Согласно публикациям зарегистрированных в ORCID , С.Чеканов (S.Chekanov) является соавтором около 200 профессиональных статей, большинство из которых опубликованы в рецензируемых журналах и других научных работ, включая несколько десятков экспериментальных статей написанных использыя данные из крупномасштабных экспериментов на коллайдерах частиц. Также, он автор следующих книг:
- «Numeric Computation and Statistical Data Analysis on the Java Platform» (Числовые вычисления и анализ статистических данных на платформе Java). С. В. Чеканов (S.V.Chekanov), Книга. Springer, (2016) ISBN 978-3-319-28531-3, 700 страниц.
- «Scientific Data analysis using Jython Scripting and Java». Book. By S.V.Chekanov, Springer-Verlag (2010), ISBN 978-1-84996-286-5. 464 pages.
- Сергей В. Чеканов, «Неслучайный мир информации: Невероятная реальность за гранью этого мира», (2024)  Print ISBN 9798990642812
- Sergei V. Chekanov, «The Designed World of Information: Unveiling the Incredible Realm Beyond» (2024) ISBN Paperback ISBN 9798990642836

## Публичная деятельность
С.В. Чеканов является основателем и главным разработчиком энциклопедии HandWiki (запущена в октябре 2019 года), посвящённой вычислениям, науке, технологиям и общим знаниям. Эта энциклопедия использует альтернативную политику публикации по сравнению с Wikipedia. HandWiki занимает 3-е место в мире по количеству страниц среди вики энциклопедий. Она содержит больше статей, чем Wikipedia, в более чем 10 000 категорий, посвящённых науке и технологиям. HandWiki является некоммерческим проектом.
В 2020 году он присоединился к команде Knowledge Standards Foundation (KSF), основанной экс-основателем Wikipedia Ларри Сэнгером. В рамках участия в KSF он начал исследовать технический дизайн и программные реализации проекта Encyclosphere, целью которого является объединение всех мировых онлайн-энциклопедий .
В июле 2024 года С. Чеканов опубликовал книгу "Неслучайный мир информации: Невероятная реальность за гранью этого мира" (English version: "The Designed World of Information: Unveiling the Incredible Realm Beyond") . В этой работе рассматривается концепция синхроничности, впервые введённая Карлом Юнгом, и предлагается метод оценки вероятности возникновения  синхроничности как результата чистого случая. Чеканов применяет эту методику для анализа вероятности синхроничности в различных исторических совпадениях. Показывая, что роль случайности в этих явлениях крайне маловероятна, он связывает синхроничность с вопросами о происхождении Вселенной, биологической эволюции, квантовой механике, элементарных частицах и законов природы. Книга заключает, что эффект синхроничности можно рассматривать как доказательство существования Бога, хотя не исключает гипотезу симуляции. Там, где наука не может дать окончательных ответов, книга предлагает озарения, проливающие свет на наше сознание и его связь с информационной реальностью, формирующей события и процессы в нашем мире. Оригинальный текст доступен на русском языке .
Материал книги доктора Чеканова был использован для видеоканала Designed World на YouTube , видеосюжеты которого выполнены в стиле Научного Неоромантизма (Английский: Scientific Neo-romanticism), который подчеркивает понимание научных знаний в сочетании с эмоциональной связью с природой и исследует роль сознания, духовности, воображения и творчества в эпоху информационной реальности. Доктор Чеканов был основным автором всех сценариев для видеороликов канала. Сопровождающие музыкальные треки были написаны австралийским композитором Скоттом Бакли. Со временем этот отличительный повествовательный и визуальный подход — Научного Неоромантизма (Scientific Neo-romanticism) — стал тесно ассоциироваться с книгой доктора Чеканова.